# Yacouba Konaté
Yacouba Konaté (4 de maig 1953) és un conservador, escriptor, crític d'art i professor de Filosofia a la Universitat de Cocody, a la Costa d'Ivori. Internacionalment reconegut per desenvolupar una anàlisi crítica global de l'art contemporani africà. Konaté és membre de l'Acadèmia d'Arts, Ciències i Cultures d'Àfrica i de les Diàspores a Abidjan i lidera l'Oficina d'Àfrica de la Jean Paul Blachère's Foundation. L'any 2000 fou Director de gabinet al Ministeri de Cultura I de la Francofonia de la Costa d'Ivori. Konaté ha comissariat nombroses exposicions: la Fira internacional d'arts plàstiques d'Abidjan (2001); Willie Bester (Brussel·les, 2001); L'Afrique à jour (Lilla, 2000); South meets West (Accra i Berna, 1999 i 2000), i Afrique a la biennal de Dakar (2004), entre d'altres. El 2006, fou el director artístic de la biennal "Dak'art”, i el 2008 fou nomenat President de l'associació internacional de critics d'art (AICA).

## Publicacions
- Yacouba Konaté, Alpha Blondy: reggae et société en Afrique noire, CEDA, 1987. ISBN  2-86394-134-8
- Yacouba Konaté, Christian Lattier, Le sculpteur aux mains nues, Edition Sépia, 1993. ISBN  2-907888-23-4
- Yacouba Konaté, La Biennale de Dakar. Pour une esthétique de la création africaine contemporaine. Tête à tête avec Adorno, L'Harmattan, Paris, 2009, ISBN  978-2-296-09645-5
- Yacouba Konatè, Cote D'Ivoire Contrastes, Hardcover, Publisher: Edipress; First edition 1991, Language: French, 128 pages, ASIN: B000BNKT6Q
- Yacouba Konatè, Sacrifices dans la ville. Le citadin chez le devin, Editions Douga, Abidjan 1990.